# Pseudonaja
Pseudonaja is een geslacht van slangen uit de familie koraalslangachtigen (Elapidae) en de onderfamilie Elapinae.

## Naam en indeling
De wetenschappelijke naam van de groep werd voor het eerst voorgesteld door Albert Günther in 1858. Er zijn negen soorten, een aantal soorten werd eerder aan andere geslachten toegekend, zoals Diemenia en Demansia.

## Uiterlijke kenmerken
De slangen worden middelgroot tot groot; Pseudonaja textilis bereikt een lichaamslengte tot 2,2 meter, Pseudonaja modesta blijft met een totale lengte van 60 centimeter veel kleiner. centimeter. De kop is duidelijk te onderscheiden van het lichaam door de aanwezigheid van een insnoering. De ogen zijn relatief groot en hebben een ronde pupil en meestal een lichte iris. De slangen hebben 17 tot 21 rijen schubben in de lengte op het midden van het lichaam, de caudale schubben en anale schub zijn gepaard. De schubben aan de bovenzijde zijn glad en glanzend.
De lichaamskleur is bruin maar is erg variabel, de kleur kan van geel tot donkerbruin zijn. Veel exemplaren hebben oranje vlekken aan de buikzijde. Sommige soorten zoals Pseudonaja aspidorhyncha hebben een donkere tot zwarte kop.

## Levenswijze
De slangen kunnen zowel overdag als 's nachts actief zijn, afhankelijk van de temperatuur. Ze jagen op kleine gewervelde dieren zijn zowel gebeten als gewurgd kunnen worden. De vrouwtjes zetten eieren af.
Bij verstoring wordt de voorzijde van het lichaam opgericht en wordt de bek dreigend geopend. De slangen zullen niet aarzelen om te bijten als ze worden bedreigd. Alle soorten zijn zeer giftig en in combinatie met hun algemene voorkomen zijn het een van de dodelijkste groepen van slangen in Australië.

## Verspreiding en habitat
De slangen komen endemisch voor in delen in Australië in de deelstaten New South Wales, Noordelijk Territorium, Queensland, Victoria, West-Australië, Zuid-Australië), Papoea-Nieuw-Guinea. De soort Pseudonaja textilis komt daarnaast voor in delen van Azië in Papoea-Nieuw-Guinea. De habitat bestaat uit scrublands, savannen, graslanden en bossen.

## Beschermingsstatus
Door de internationale natuurbeschermingsorganisatie IUCN is aan alle soorten een beschermingsstatus toegewezen. Acht soorten worden beschouwd als 'veilig' (Least Concern of LC) en een soort als 'onzeker' (Data Deficient of DD).

## Soorten
Het geslacht omvat de volgende soorten, met de auteur en het verspreidingsgebied.
| Naam                     | Auteur                          | Verspreidingsgebied | Beschermingsstatus |
| ------------------------ | ------------------------------- | --- | ------------------ |
| Pseudonaja affinis       | Günther, 1872                   | Australië (West-Australië, Zuid-Australië)                                                                                     |                    |
| Pseudonaja aspidorhyncha | McCoy, 1879                     | Australië (New South Wales) |                    |
| Pseudonaja guttata       | Parker, 1926                    | Australië (Noordelijk Territorium, Queensland, Zuid-Australië)                                                                 |                    |
| Pseudonaja inframacula   | Waite, 1925                     | Australië (Zuid-Australië) |                    |
| Pseudonaja ingrami       | Boulenger, 1908                 | Australië (Noordelijk Territorium, Queensland, West-Australië)                                                                 |                    |
| Pseudonaja mengdeni      | Wells & Wellington, 1985        | Australië (New South Wales, West-Australië)                                                                                    |                    |
| Pseudonaja modesta       | Günther, 1872                   | Australië (New South Wales, Noordelijk Territorium, Queensland, West-Australië, Zuid-Australië)                                |                    |
| Pseudonaja nuchalis      | Günther, 1858                   | Australië (Noordelijk Territorium, Queensland, Victoria, West-Australië, Zuid-Australië)                                       |                    |
| Pseudonaja textilis      | Duméril, Bibron & Duméril, 1854 | Australië (New South Wales, Noordelijk Territorium, Queensland, Victoria, West-Australië, Zuid-Australië), Papoea-Nieuw-Guinea |                    |